# Joost Adema
Joost Adema (La Haya, 28 de septiembre de 1959) es un deportista neerlandés que compitió en remo. Ganó una medalla de bronce en el Campeonato Mundial de Remo de 1982, en la prueba de dos sin timonel.

## Palmarés internacional
| Campeonato Mundial | Campeonato Mundial | Campeonato Mundial | Campeonato Mundial |
| Año                | Lugar              | Medalla            | Prueba             |
| ------------------ | ------------------ | ------------------ | ------------------ |
| 1982               | Lucerna (Suiza)    | Medalla de bronce  | Dos sin timonel    |